# Segunda División femenina de fútbol sala 2014-15
La Segunda División femenina de fútbol sala 2014-15 fue la temporada 2014-15 de la Segunda División femenina de fútbol sala, el segundo nivel del fútbol sala femenino en España, organizada por la Real Federación Española de Fútbol y en esta edición hay cuatro grupos con equipos de toda España. Los campeones de los cuatro grupos jugarán el Play-off de ascenso junto a los dos mejores segundos de los grupos 2,3 y 4.

## Equipos participantes

### Grupo 1
- Caspe Polideportivo
- A.D. Sala Zaragoza
- Intersala Promises
- Club San Viator 78
- Flavióbriga
- CFS Calceatense
- Cuatro Arcos Logroño
- F.S. San Bernabé
- Stilo Berrio
- UDC Chantrea

### Grupo 2
- C.D. Raqui San Isidro
- A.D. Telde Deportivo
- AE Penya Esplugues
- C.E. Rubí FS
- Les Corts AE
- AE Vallirana
- Hospitalet
- AE Centelles
- CN Caldes
- FS Casteldefels
- Promoven (Expulsado de la competición)
- Elche CF Sala
- Villena
- Playas de Castellón Fútbol Sala
- CD Santa Rosa

## Detalles de la competición

### Liga Regular
Grupo 2
|  |     | Equipos de fútbol      | Pts | PJ | G  | E | P  | GF  | GC  |
|  | --- | ---------------------- | --- | -- | -- | - | -- | --- | --- |
|  | 1.  | Elche CF Sala          | 76  | 28 | 24 | 4 | 0  | 110 | 32  |
|  | 2.  | C.E. Rubí FS           | 76  | 28 | 25 | 1 | 2  | 133 | 36  |
|  | 3.  | C.D. Raqui San Isidro  | 66  | 28 | 22 | 0 | 8  | 135 | 56  |
|  | 4.  | A.D. Telde Deportivo   | 59  | 28 | 18 | 5 | 5  | 93  | 56  |
|  | 5.  | AE Penya Esplugues     | 57  | 28 | 17 | 6 | 5  | 96  | 41  |
|  | 6.  | FS Casteldefels        | 43  | 28 | 14 | 1 | 13 | 81  | 84  |
|  | 7.  | Les Corts AE           | 37  | 28 | 12 | 1 | 15 | 76  | 94  |
|  | 8.  | AE Vallirana           | 33  | 28 | 10 | 3 | 15 | 68  | 95  |
|  | 9.  | Playas de Castellón FS | 30  | 28 | 8  | 6 | 14 | 58  | 79  |
|  | 10. | AE Centelles           | 29  | 28 | 8  | 2 | 17 | 55  | 100 |
|  | 11. | CN Caldes              | 28  | 28 | 9  | 1 | 18 | 44  | 81  |
|  | 12. | Hospitalet             | 27  | 28 | 8  | 3 | 17 | 63  | 73  |
|  | 13. | CD Santa Rosa          | 24  | 28 | 7  | 3 | 18 | 71  | 101 |
|  | 14. | Villena                | 20  | 28 | 6  | 2 | 20 | 68  | 113 |
|  | 15. | AE Vallirana           | 3   | 28 | 2  | 0 | 26 | 11  | 115 |

|  | Promoción de ascenso a Primera División |
|  | Descenso a categoría autonómica         |

### Play-offs de Ascenso a Primera
- Los ganadores ascienden a Primera División de fútbol sala femenino

| Leganés Masdeporte | 2-1 | Elche CF Sala      | 16 de mayo de 2015 |
| Elche CF Sala      | 1-0 | Leganés Masdeporte | 23 de mayo de 2015 |

- Elche CF Sala asciende a Primera División de fútbol sala femenino.

| Valdetires Ferrol | 3-0 | UCAM Murcia       | 16 de mayo de 2015 |
| UCAM Murcia       | 1-3 | Valdetires Ferrol | 23 de mayo de 2015 |

- Valdetires Ferrol asciende a Primera División de fútbol sala femenino.

| Intersala Promises | 1-7 | Rubí               | 16 de mayo de 2015 |
| Rubí               | 6-0 | Intersala Promises | 23 de mayo de 2015 |

- Rubí asciende a Primera División de fútbol sala femenino.